# Flavio Tauro (console 361)
Flavio Tauro (latino: Flavius Taurus; fl. 355-361) è stato un politico e militare romano di età imperiale.

## Biografia
Suo padre era di umili origini; ebbe tre figli, Armonio, morto nel 391 circa, Eutichiano, prefetto del pretorio d'Oriente e console nel 398, e Aureliano, prefetto del pretorio d'Oriente e console del 400.
Tauro fu prefetto del pretorio d'Italia e d'Africa, nonché patricius, dal 355 al 361, e console nel 361. Nell'anno del suo consolato, il cesare Giuliano, di stanza in Gallia, venne proclamato augusto dalle truppe e si mosse con l'esercito contro l'augusto Costanzo II, che si trovava in Oriente. Quando la notizia che Giuliano aveva valicato le Alpi giunse a Roma, i consoli Tauro e Flavio Florenzio, sostenitori di Costanzo, abbandonarono la città; allora Giuliano li fece indicare nei documenti come consoli fuggitivi. In seguito venne condannato per questa fuga al processo che si tenne a Calcedonia e inviato in esilio a Vercelli.